# San Marino op de Middellandse Zeespelen
San Marino is een van de landen die deelnemen aan de Middellandse Zeespelen.

## Overzicht
San Marino debuteerde op de tiende editie van de Middellandse Zeespelen, in 1987 in het Syrische Latakia. Het was het eerste land zonder kustlijn aan de Middellandse Zee dat deelnam aan de Middellandse Zeespelen. Sinds 1987 hebben de San Marinezen aan elke editie deelgenomen. Bij de eerste deelname werd meteen een eerste medaille gewonnen: Giannicola Berti werd tweede in het schieten. De eerste San Marinese gouden medaille kwam er in 2009 in het Italiaanse Pescara, toen Daniela Del Din goud won in het onderdeel trap bij het schieten. In 2018 volgden nog twee gouden medailles: één in het bocce en één in het schieten. Vier jaar later in het Algerijnse Oran werden er wederom twee titels gepakt; één in het bocce en één in het worstelen. In totaal heeft hebben de San Marinezen reeds 23 medailles gewonnen, uit drie sporten: twaalf in het bocce, negen in de schietsport en twee in het worstelen. 

## Medaillespiegel
| Editie                    | Goud          | Zilver        | Brons         | Totaal        | Rang          |
| Alexandrië 1951           | Geen deelname | Geen deelname | Geen deelname | Geen deelname | Geen deelname |
| Barcelona 1955            | Geen deelname | Geen deelname | Geen deelname | Geen deelname | Geen deelname |
| Beiroet 1959              | Geen deelname | Geen deelname | Geen deelname | Geen deelname | Geen deelname |
| Napels 1963               | Geen deelname | Geen deelname | Geen deelname | Geen deelname | Geen deelname |
| Tunis 1967                | Geen deelname | Geen deelname | Geen deelname | Geen deelname | Geen deelname |
| İzmir 1971                | Geen deelname | Geen deelname | Geen deelname | Geen deelname | Geen deelname |
| Algiers 1975              | Geen deelname | Geen deelname | Geen deelname | Geen deelname | Geen deelname |
| Split 1979                | Geen deelname | Geen deelname | Geen deelname | Geen deelname | Geen deelname |
| Casablanca 1983           | Geen deelname | Geen deelname | Geen deelname | Geen deelname | Geen deelname |
| Latakia 1987              | 0             | 1             | 0             | 1             | 14            |
| Athene 1991               | 0             | 0             | 0             | 0             | -             |
| Languedoc-Roussillon 1993 | 0             | 1             | 0             | 1             | 16            |
| Bari 1997                 | 0             | 1             | 0             | 1             | 18            |
| Tunis 2001                | 0             | 0             | 0             | 0             | -             |
| Almería 2005              | 0             | 1             | 0             | 1             | 18            |
| Pescara 2009              | 1             | 3             | 2             | 6             | 17            |
| Mersin 2013               | 0             | 2             | 3             | 5             | 17            |
| Tarragona 2018            | 2             | 0             | 0             | 2             | 18            |
| Oran 2022                 | 2             | 1             | 3             | 6             | 17            |
| Totaal                    | 5             | 10            | 8             | 23            | 22            |

Albanië · Algerije · Andorra · Bosnië en Herzegovina · Cyprus · Egypte · Frankrijk · Griekenland · Italië · Joegoslavië · Jordanië · Kosovo · Kroatië · Libanon · Libië · Malta · Marokko · Monaco · Montenegro · Noord-Macedonië · Portugal · San Marino · Servië · Servië en Montenegro · Slovenië · Spanje · Syrië · Tunesië · Turkije · Verenigde Arabische Republiek